# 1128
| Calendário gregoriano                                                        | 1128 MCXXVIII                                         |
| Ab urbe condita                                                              | 1881                                                  |
| Calendário arménio                                                           | 577 – 578                                             |
| Calendário bahá'í                                                            | -716 – -715                                           |
| Calendário budista                                                           | 1672                                                  |
| Calendário chinês                                                            | 3824 – 3825 Início a 3 de fevereiro (aproximadamente) |
| Calendário copta                                                             | 844 – 845                                             |
| Calendário etíope                                                            | 1120 – 1121                                           |
| Calendários hindus - Vikram Samvat - Calendário nacional indiano - Cáli Iuga | 1183 – 1184 1049 – 1050 4228 – 4229                   |
| Calendário Holoceno                                                          | 11128                                                 |
| Calendário islâmico                                                          | 522 – 523                                             |
| Calendário judaico                                                           | 4888 – 4889                                           |
| Calendário persa                                                             | 506 – 507                                             |
| Calendário rúnico                                                            | 1378                                                  |
| Calendário solar tailandês                                                   | 1671                                                  |

1128 (MCXXVIII, na numeração romana) foi um ano bissexto do século XII do Calendário Juliano, da Era de Cristo, e as suas letras dominicais foram  A e G (52 semanas), teve início a um domingo e terminou a uma segunda-feira.
No território que viria a ser o reino de Portugal estava em vigor a Era de César que já contava 1166 anos.
| Ano completo                       |
| ---------------------------------- |
| Ano bissexto com início ao domingo |

## Eventos
- Março - Tentativa de pacificação entre D. Teresa, Fernão Peres de Trava e a nobreza portucalense revoltada.
- 24 de Junho - Batalha de São Mamede - Afonso Henriques vence a mãe, Teresa de Leão, e adquire o controlo do Condado Portucalense, declarando-o principado independente.
- O Papa Honório II reconhece e confirma a primeira ordem de cavalaria, a Ordem do Templo, no concílio de Troyes, onde Bernardo de Clairvaux tem um papel principal ao codificar a sua regra.
- D. Teresa faz a primeira doação de que há notícia aos Templários: o castelo e a terra de Soure.
- Confirmação do foral de Guimarães por D. Afonso Henriques.
- Em Portugal, Couto de Esteves recebe foral de D. Teresa e D. Afonso Henriques.

## Mortes
- Ibne Tumarte, líder religioso islâmico, fundador do movimento almóada.
- Pedro Froilaz de Trava n. 1075, conde de Traba.